# Теодора Комнина Ватац
Теодора Ватац (грч. Θεοδωρα Βατατζαινα; живела у 12. веку) била је византијска племкиња, ћерка Теодора Ватаца, и његове жене принцезе Евдокије Комнин, ћерке цара Јована II. Била је љубавница цара Манојла I. Имали су једног сина Алексија, који се око 1183. године оженио Ирином, ћерком цара Андроника I.